# Esteban bar Sudaili
Esteban bar Sudaili fue un sirio místico cristiano escritor establecido en Jerusalén que floreció hacia finales del siglo V d. C.
La primera parte de su carrera transcurrió en Edesa, de la que pudo haber sido natural. Posteriormente se trasladó a Jerusalén, donde vivió como monje y trató de hacer conversos a sus doctrinas, tanto enseñando entre la comunidad de allí como por cartas a sus antiguos amigos en Edesa.
Fue autor de comentarios sobre la Biblia y otras obras teológicas. Dos de sus eminentes contemporáneos, Jacobo de Sarug (451-521) y Filoxeno de Mabbug (m. 523), escribieron cartas condenando su enseñanza. Sus dos tesis principales, contra las que arremetieron, fueron: (1) la duración limitada del castigo futuro de los pecadores, y (2) la doctrina panteísta de que toda la naturaleza es consubstancial con la esencia divina, que todo el universo ha emanado de Dios y que, al final, retornará a él y será absorbido en él.
La fama de Esteban como escritor, sin embargo, se basa principalmente en su identificación con el autor de un tratado que sobrevive en un único manuscrito siríaco (British Library Add MS 7189, escrito principalmente en el siglo XIII), Libro de Hieroteo sobre los misterios ocultos de la Casa de Dios.